# Haldorsentoppen
Haldorsentoppen är en bergstopp i Antarktis. Den ligger i Östantarktis. Norge gör anspråk på området. Toppen på Haldorsentoppen är 1 228 meter över havet.
Terrängen runt Haldorsentoppen är varierad. Trakten är glest befolkad. Närmaste befolkade plats är Svea, 0,44 kilometer nordväst om Haldorsentoppen. 